# Chiruromys vates
Chiruromys vates é uma espécie de roedor da família Muridae.
Apenas pode ser encontrada na Papua-Nova Guiné.